# حظ من السماء (فلم)
حظ من السماء فيلم دراما مصري  للمخرج عبد الهادي طه، من تأليف علي أيوب وإبراهيم الورداني عام 1981. الفيلم من بطولة عفاف شعيب وسيد زيان ونجاح الموجي ومظهر أبو النجا  وتدور الأحداث حول مرزوق الونش وزوجته صابرة في محاولاتهم في العيش الكريم.
صدر الفيلم إلى دور العرض المصرية في أول يناير 1988.
منح موقع قاعدة بيانات الأفلام العربية «السينما.كوم» الفيلم درجة 5/ 10.

## طاقم التمثيل
| - عفاف شعيب: صابره - سيد زيان: مرزوق الونش - حسن مصطفى: فهيم بك (عم مرزوق الونش) - نجاح الموجي: موس (صديق مرزوق) - نجوى الموجي: نعناعه (الغازية صاحبة المقهى) - مظهر أبو النجا: هريدي (البقال) | - أميرة: شوشو (الراقصة) - رأفت فهيم: فايق (مدير الكباريه) - سيد دعبس: حانوتي العائلة - على شريف الصغير: صبي الحانوتي - سيد الصاوي: طبيب العائلة - سيد غريب: حارس فيلا فهيم بك | - مطاوع عويس: التمرجي - حسن الأنور: طبيب المستشفى - حسن صقر: طبيب المستشفى 2 - مصطفى بكري: دقدق - فاطمة وجدي: عطيات |

بالاشتراك مع: نجوى ربيع - محمد خميس - زينب عبده - هنادي عبد الجليل - جينا يوسف - جيهان - ناهد محمد - محمد عشماوي - رجب شوشة - حمدي الشريف - منى أبو الفتوح - مصطفى خضير - أحمد جمال حسني (طفل) - سمر متولي (طفلة).

## أحداث الفيلم
يعيش مرزوق الونش (سيد زيان) فلاح فقير، ويعيش مع زوجته صابره (عفاف شعيب) وابنه وابنته الصغيرين، وتساعده زوجته صابره في أعمال الزراعة. يتمتع مرزوق ببنيان جسماني قوي، حتى أنه يشد جرار العمدة عندما يتعطل، غير أنه يضيع صحته وأمواله بالسهر كل ليلة بقهوة الغازية نعناعة (نجوى الموجي)، برفقة صديقه البقال هريدي (مظهر أبو النجا)، الذي يتخلى عنه عندما يحتك بالبلطجي غريب وعصابته، كما أنه يحاول الإيقاع بينه وبين زوجته صابره، التي يطمع فيها. يقوم هريدي بإقراض مرزوق وزوجته صابرة، بما يحتاجونه من البقالة والأموال حتى يستميل صابرة نحوه. يعيش مرزوق على أمل موت عمه المليونير فهيم (حسن مصطفى)، حتى يرث عنه 8 ملايين جنيه، ليعيش في راحة تامة، فقد كان عمه فهيم الأعزب، مريض القلب، يعيش في القاهرة حياة لاهية، يقيم الحفلات ويجمع حوله النساء، ويسهر في كباريه «تويست»، ويرافق الراقصة شوشو (أميرة)، وعندما يسقط شاكياً بقلبه، ويظن الجميع موته، ويحضر حانوتي العائلة (سيد دعبس)، يقوم طبيبه الخاص (سيد الصاوي) بإنقاذه، ونصحه بالابتعاد عن السهر والنساء. يستنفذ مرزوق صحته بالسهر، حتى إنه لا يستطع جذب جرار العمدة. يقرر مرزوق السفر للقاهرة، ليطلب من عمه مساعدته في بناء مزرعة دواجن، ويشجعه هريدى على السفر، ويغدق على صابرة بالعطايا والمساعدات، وعندما يطالبها بالثمن تقوم بطرده، ويحاول الإساءة لسمعتها والإيقاع بينها وبين نعناعة الغازية. يتوجه مرزوق لفيلا عمه، يطلب مساعدته، ولكن عمه فهيم، يقوم بطرده. يتعرف مرزوق على رفيقه بحجرة الفندق، موس (نجاح الموجي)، المطرب في كباريه، ويصحب معه مرزوق للعمل جرسون. يترك مرزوق وموس العمل بالكباريه حيث زاد الطلب على موس للغناء في الأفراح، وأشرك معه مرزوق كمدير أعمال، وتحسنت أحوال مرزوق المادية، وقرر السفر للبلد، لإمداد أهل بيته بالأموال، وفى نفس الوقت قررت صابره السفر للقاهرة للبحث عن مرزوق الذي يقرر أن يتخذ من صابره وأولادها، عائلة له، وتبنى أولادها، ينفق عليهم، ويضمهم للعيش معه، ثم قرروا جميعا التوجه للبلد للعيش بها، ورعاية الأرض. علم مرزوق بمحاولات صديقه هريدى مع زوجته صابرة، فحاول الانتقام لشرفه. يعود مرزوق للقاهرة ليخبره البواب، بأن عمه وزوجته صابره، قد عادوا للبلد، فعاد مرة أخرى مسرعاً، ليقع له حادث طريق ويلقى مصرعه، وقام العم بكتابة كل ثروته لأبناء مرزوق، على أن تكون صابره، وصية على أبنائها.

## وصلات خارجية
- مقالات تستعمل روابط فنية بلا صلة مع ويكي بيانات
- حظ من السماء على الدهليز
- حظ من السماء على كاروهات